# San Marino
San Marino, teljes nevén a San Marino Köztársaság (olaszul Serenissima Repubblica di San Marino, emilián–romanyol nyelven San Marein, vagy Ripóbblica d' San Marein, serravalleiül San Maroin) a világ legkisebb országainak egyike, területe és lakossága egy kisvároséhoz, Vácéhoz hasonló. Dél-Európában helyezkedik el, Olaszország teljesen körülöleli.
Az apró ország gazdasága elsősorban a pénzügyekre, az iparra, a szolgáltatásokra, a kiskereskedelemre és a turizmusra épül. Az egy főre jutó GDP-t tekintve kiemelkedő helyen szerepel, akár nominális, akár vásárlóerő-paritás értéken; a legfejlettebb európai régiókhoz hasonlítható.

## Földrajz

San Marino domborzati térképe

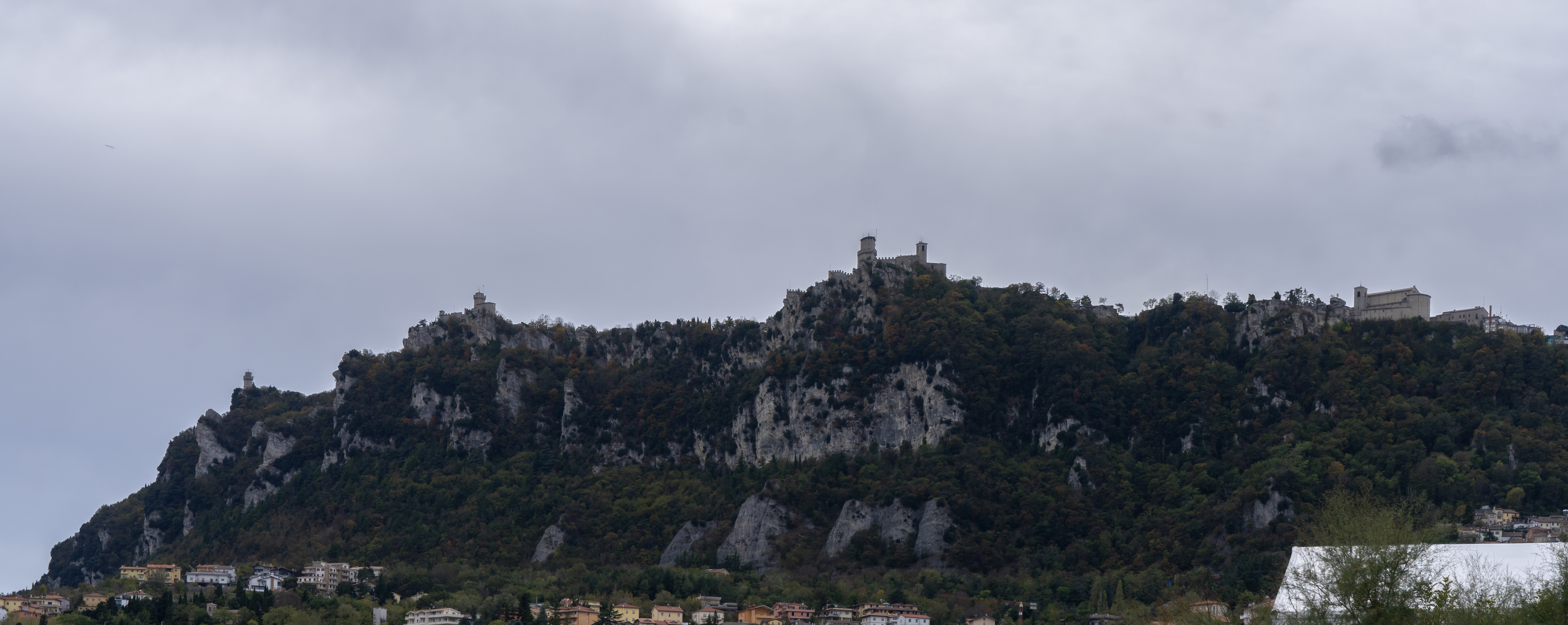
Monte Titano

Természetvédelmi területei közé tartozik a Montecchio Természetvédelmi Terület, a Parco naturale del Monte Titano és a Maiano. Határvonala 39 kilométer hosszú. 

### Domborzata
San Marino Olaszország enklávéja, az olasz Emilia-Romagna és Marche régió határán. Domborzatát az Appenninek 300 és 750 méter közti kiszögellései uralják. A legmagasabb pontja a 749 méteres magasságú Monte Titano. További említést érdemlő kiemelkedéseit képezi még az 544 méter magas Monte Pennicciola, az 529 méter magas Monte San Cristoforo, a szintén 529 méter magas Monte La Serra, az 559 méter magas Monte Carlo, a 346 méter magas Monte Pulito és a 352 méter magas Monte della Mandra, illetve a 414 méteres magasságú Monte Ventoso. A Monte Cucco 319 méter, a Montelupo 258 méter, míg a Monte Olivo 251 méter magas. Az ország legmélyebb pontja 55 méter magasan van, az Ausa folyó völgyében.

### Vízrajza
A miniállam legfontosabb folyóvizei a következők: a 17,2 km hosszú Ausa, a 29,6 km hosszú Marano és a 8,7 km hosszúságú San Marino-folyó, amely bizonyos szakaszain határfolyót képez. További folyóvizei még a Cando és a Fiumicello. Az ország nem rendelkezik kiterjedt állóvizekkel, területéből kevesebb, mint 1 négyzetkilométert borít állóvíz. Keleten található a 0,36 hektáron elterülő Faetano-tó. 

### Éghajlata
Az éghajlat mediterrán, kontinentális beütésekkel, a nyár forró, a tél enyhe, amely az Appennin-félsziget középső részeire jellemző.
San Marino a harmadik legkisebb állam Európában, csak Monaco és a Vatikán kisebb nála.

## Története
San Marino a legrégebbi ma is fennálló köztársaság, amelyet 301-ben alapított egy remete kőfaragó, Szent Marinus (olaszosan Marino). A monda szerint Marinus Dalmáciából érkezett 301-ben (talán Rab szigetéről), és hamarosan kolostort alapított a Titán-hegyen, hogy a Diocletianus római császár által üldözött keresztényeket befogadhassa. Emiatt a San Marinó-iak őt tekintik a köztársaság megalapítójának. Írásos dokumentum azonban csak 885-ben említi a kolostort és a körülötte kialakult települést, amelyet alapítójáról San Marinónak neveztek el. A mai köztársaság parlamentjének elődje az 1000-ben létrehozott népgyűlés (Arengo).
A századok során a környékbeli területek urai többször is megkísérelték elfoglalni az önálló államot, lakói azonban a legtöbb esetben meg tudták védeni. Csak 1739-ben sikerült bevennie a pápa nevében Alberoni legátusnak, de a városkában kitört lázadás hatására XII. Kelemen pápa 1740-ben ismét függetlennek nyilvánította az államot. Napoléon Bonaparte tábornok 1797-ben felajánlotta az országnak területe bővítését és a „barátságát”, azonban az ország lakossága ezt visszautasította, ezzel is törekedve a függetlenség fenntartására. San Marino függetlenségét az 1815-ös bécsi kongresszus is megerősítette.
Időközben átalakult az állam politikai rendszere, a Népgyűlés helyett megalakult a Nagy Tanács, amely 60 tagból áll ma is. Az államnak két államfője (régenskapitány, Capitano Reggente) van, őket félévenként (április 1. és október 1.) választja meg a nagytanács.
Az első világháborúban Olaszország 1915. május 23-án üzent hadat Osztrák-Magyar Monarchiának. Bár propagandacikkek jelentek meg a The New York Timesban azt állítva hogy 1915. június 4-én San Marino háborút hirdetett Osztrák-Magyar Monarchia ellen, valójában a köztársaság soha nem lépett be a háborúba.
A második világháborúban 1940 szeptemberében a sajtóhíradások azt állították, hogy San Marino hadba lépett Nagy-Britannia ellen, Olaszország támogatására; ezt azonban később a kormány tagadta.
Itt működött a világ egyik legelső demokratikusan választott kommunista kormánya, 1945-től 1957-ig. San Marino volt a világ legkisebb köztársasága 301-től 1968-ig, amikor is Nauru függetlenné vált.
1988-ban az Európa Tanács tagja lett, az Egyesült Nemzetek Szervezetébe 1992-ben lépett be. Nem tagja az Európai Uniónak.

## Közigazgatása és politikai rendszere

### Alkotmány, államforma
San Marino parlamentáris köztársaság, 1244-ben alkotott köztársasági alkotmánya az egyik legrégebbi az egész világon.

### Törvényhozás, végrehajtás, igazságszolgáltatás
A parlamentként működő Általános Nagytanács (Consiglio Grande e General) tagjait ötévente, népszavazással választják. A parlament két saját tagját jelöli ki régenskapitánynak, akiket hat hónapra választanak. A két régens és a kabinet alkotja a végrehajtó hatalom gerincét.
Szintén a Nagytanács tagjai választják meg a Tizenkettek Tanácsát (Consiglio dei XII), akik az igazságszolgáltatásért felelnek a Nagytanács hatalmi ideje alatt.

### Közigazgatási beosztás

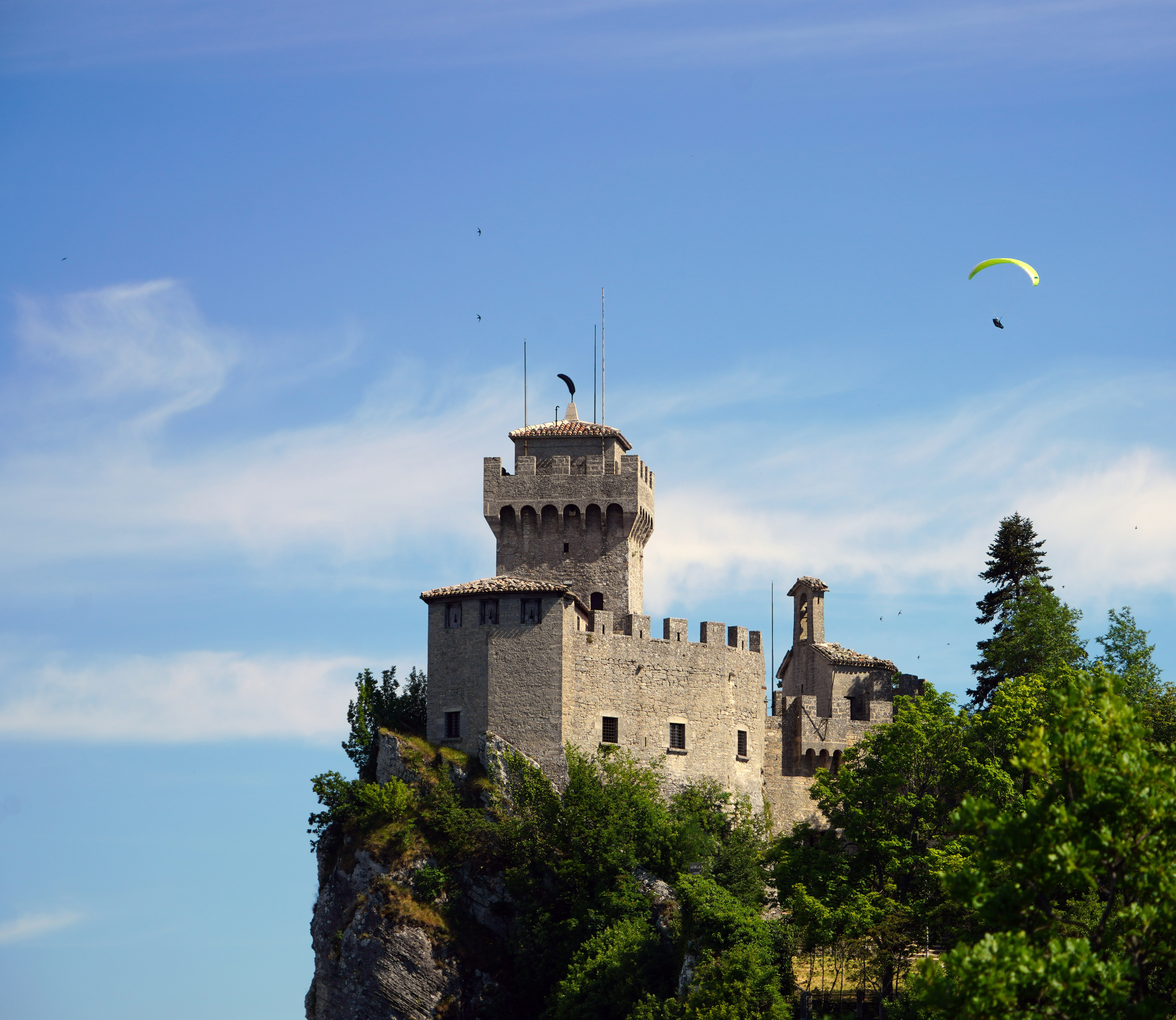
Cesta, az egyik torony a Monte Titanón a három közül

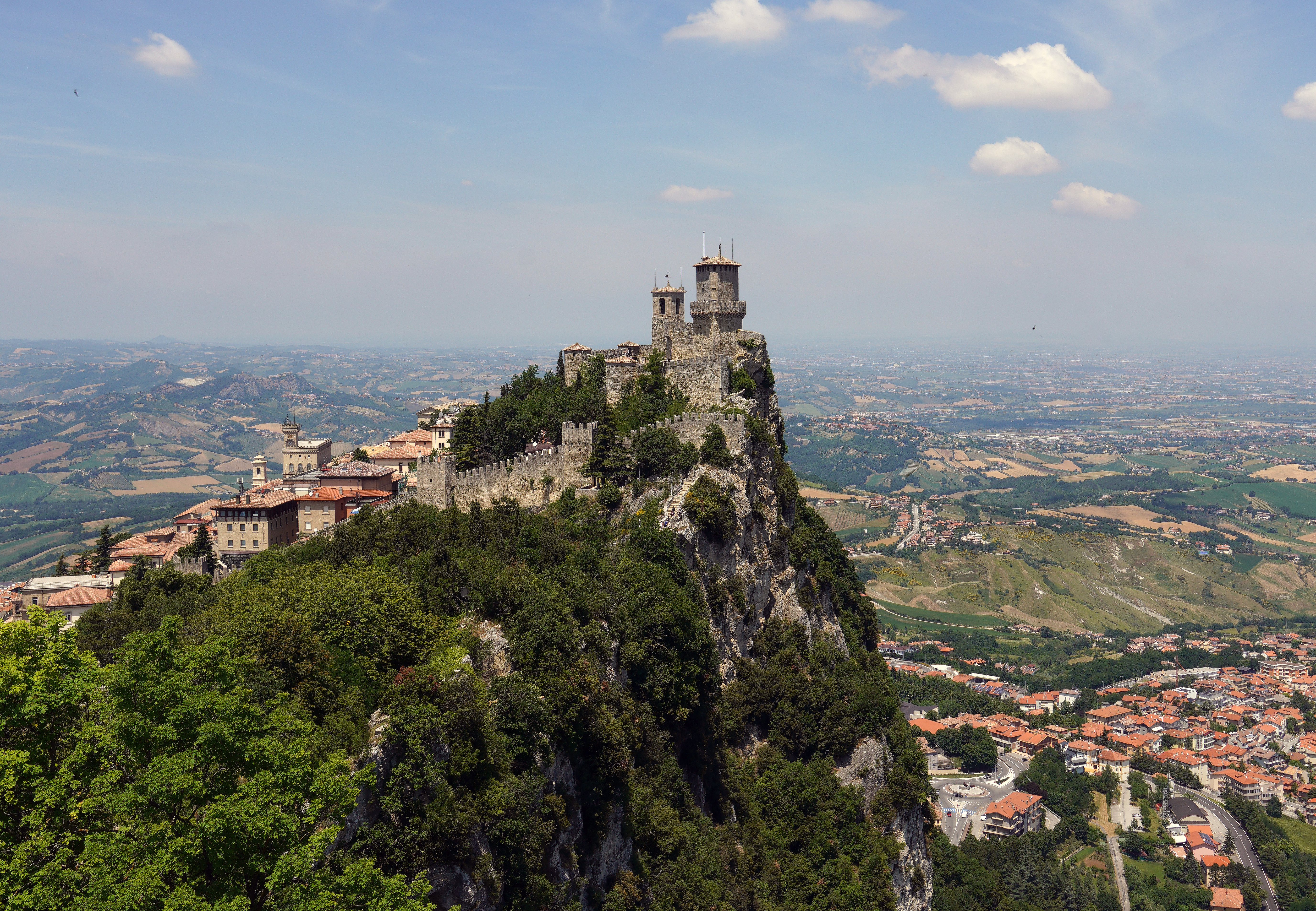
Guaita tornya

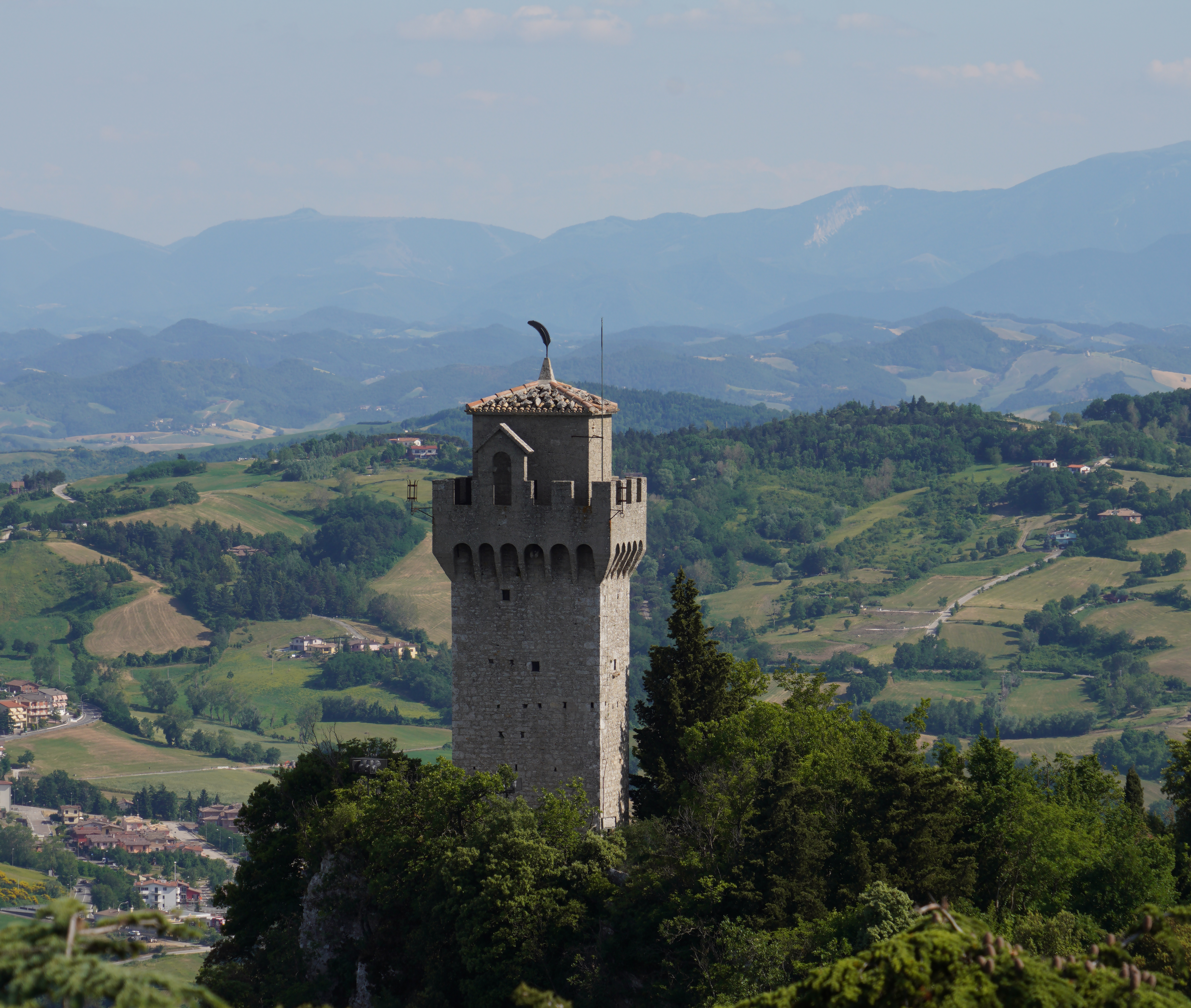
Montale

San Marino kilenc körzetre (castelli) oszlik, amelyek egyúttal városok is. Ezek a következők:
| San Marino körzetei | - Acquaviva - Borgo Maggiore - Chiesanuova - Domagnano - Faetano - Fiorentino - Montegiardino - San Marino (Città di San Marino), főváros - Serravalle |

Mindegyik város szomszédos Olaszországgal.

### Politikai pártok
- Kereszténydemokraták (PDCS)
- Szocialisták és demokraták
- Népi Szövetség
- Egyesült Baloldal (Sinistra Unita)
- Szociáldemokraták (NPS)
- Noi Sammarinesi (NS)
- Popolari Sammarinesi
- Nacionalisták (AN)
- Sammarinesi per la Libertà (SpL)

### Védelmi rendszer
Olaszországgal kötött barátsági és együttműködési megállapodásának értelmében (melyet időről időre megújítanak) külső fenyegetettség esetén az olasz haderő kelne a törpeállam megsegítésére.

## Gazdaság
Bár San Marino hivatalosan nem tagja az Európai Uniónak, megegyezés alapján használhatja az eurót saját pénznemeként, és joga van saját euróérméket verni. Az euró bevezetése előtt a San Marinó-i lírát használták, amely lényegében az olasz lírával megegyező pénz volt. A San Marinó-i euróérmék alacsony példányszámuk miatt, ahogy korábban a San Marinó-i lírával is volt, az érmegyűjtők kedvencei közé tartoznak.
A turizmus több mint 50%-át hozza az ország GDP-jének, éves szinten több mint 3 millió turista látogat el ide. Az ország főbb látnivalói – a természeti szépségeken kívül – San Marinóban, a fővárosban találhatók. A városfallal körülvett középkori óvárosban több száz éves épületek, templomok állnak.
- A Szent Ferenc-templom, 14. század
- San Marino-bazilika, ahol Szent Marinus, a köztársaság megalapítójának ereklyéit őrzik
- kormányzósági palota a főtéren
- Borgo Maggiore városrész (fegyver-, bélyeg- és a Garibaldi Múzeum)
- a Titán-hegy három csúcsán, a majdnem függőleges sziklafal tetején egy 11. századi és egy 13. századi erődítmény látható

A fővároson kívül a többi településen is van egy-egy középkori templom vagy erődítmény.
A fő iparágak a banki szolgáltatások, a ruhaipar, az elektronikai ipar és a kerámiaipar. A fő mezőgazdasági termékek a bor és a sajt.
Az ország postabélyegeit, amelyek csak az országon belül érvényesek, főleg bélyeggyűjtőknek adják el, ezzel is bevételt generálva.
Az életszínvonal Olaszországéhoz hasonlítható, ahonnan az élelmiszert is szállítják. San Marino vámunióban áll Olaszországgal.

## Közlekedés

### Közúti közlekedés
Az országban egy főút található, mely az egyik olasz autópályáról ágazik le, ezen kívül több kisebb alsóbbrendű út, melyek a földrajzi viszonyok miatt nagyon kanyargósak, a főút is véget ér San Marino város mellett alsóbbrendű úttá válva.

## Telekommunikáció
| Hívójel prefix | T7 |
| ITU zóna       | 28 |
| CQ zóna        | 15 |

## Demográfia

### Népességváltozása
| Lakosok száma | 15 393 | 17 839 | 19 464 | 21 053 | 22 776 | 24 766 | 26 321 | 29 290 | 30 938 | 33 600 |
|               | 1960   | 1966   | 1973   | 1979   | 1985   | 1992   | 1998   | 2004   | 2011   | 2021   |

- Városi lakosság aránya: kb. 95%

### Legnépesebb városok
A miniállam két legnépesebb városa San Marino (a főváros), valamint Serravalle, melynek lakossága meghaladja a fővárosét.

### Nyelvi összetétel, vallási összetétel
A hivatalos nyelv az olasz, a domináns vallás a római katolikus (95%). Az országot teljesen körülzárja Olaszország. Sok olasz él San Marinóban ugyan, s bár az olasz a hivatalos, de az eredeti San Marinó-i lakosság nyelve tulajdonképpen az emilián–romanyol nyelv (annak is a romanyol változata), mely az olasszal csak újlatin mivoltát tekintve rokon, ugyanis a galloromán nyelvcsaládba tartozik, tehát önálló nyelv.

## Oktatási rendszer és kultúra

### Iskolarendszer
San Marinóban 10 év a tankötelezettség, az alapiskolába 5 évet járnak a diákok, azután 3 évet a középiskolában, majd két évet a még magasabb iskolában.
1985-ben egy kis egyetemet nyitottak meg, melynek a neve Università degli Studi di San Marino. Jelentős felsőoktatási intézmény még az Akademio Internacia de la Sciencoj San Marino, olaszul Accademia Internazionale delle Scienze San Marino (San Marinó-i Nemzetközi Akadémia), ennek hivatalos nyelve az eszperantó.

### Kulturális intézmények
könyvtárak, múzeumok, színházak, zene és tánc intézményei

#### Kulturális világörökség
A kulturális világörökség része San Marino történelmi központja és a Monte Titano.

### Művészetek
- Építészet
- Képzőművészetek
- Irodalom
- Filmművészet
- Zene
  - San Marino az Eurovíziós Dalfesztiválokon

## Gasztronómia
A kicsiny ország konyhájának jellemzője a bor és a sajt. Mediterrán mivoltából adódóan fontos szerepet kapnak a friss és helyben előállított termékeket, ugyanakkor az olasz gasztronómiára jellemzően itt is nagy a szerepe a tésztáknak valamint a húsoknak.
A san marinói konyha nagyon hasonlít Romagna régió konyhájához, de sok egyedi jellemzője is van. Romagna és San Marino közös ételkülönlegessége a piada vagy piadina, amelynek alapja egy kenyértészta, s melybe különféle töltelékek kerülhetnek. Ez az étel kitűnő reggelihez.
San Marino különlegességei többek között a szalonnával ízesített, főként karácsonykor jellemző faggioli con le cotiche nevű babfőzelék vagy a pasta e cece, amely csicseriborsóval készülő leveles tészta fokhagymával és rozmaringgal. A nidi di rondine (jelentése fecskefészek) egy tál tészta füstölt sonkával, sajttal, marhahússal, paradicsomszószban, amelyet fehér mártással sütőben kisütnek. Szintén népszerű san marinói fogás a sült nyúl édesköménnyel.
San Marino sajátos édességei közé tartozik a Romagnában is ismert bustrengo mazsolás karácsonyi sütemény (méz és dió hozzáadásával) vagy a cacciatello, ami tej és tojás keverékéből készül. Gyümölcslevesszerű a zuppa di ciliege, ami vörösborban és cukorban párolt cseresznye. Ezt helyi kenyérrel szolgálják fel. A Torta Tre Monti nevű torta (jelentése három megy torta) San Marino három fő hegycsúcsát szimbolizálja. A verretta mogyoróból, pralinéból és csokoládé ostyából készülő desszert.
San Marino kiváló minőségű borai közül a leghíresebb a Sangiovese, egy erős vörösbor és a Biancale, ami száraz fehérbor. Egyéb neves san marinói szeszesitalok a mistrà nevű likőr ánizzsal, a tilus szarvasgomba hozzáadásával és a gyógynövények felhasználásával készülő tamir shachar.
San Marinóban sok kis családi étterem van, ahol a helyiek gyakran időznek. Egy jó hangulatban elköltött ebéd a családi és társasági élet mindennapi része.
A sajtkészítés a bortermelés mellett elsődleges gazdasági tevékenység az országban.

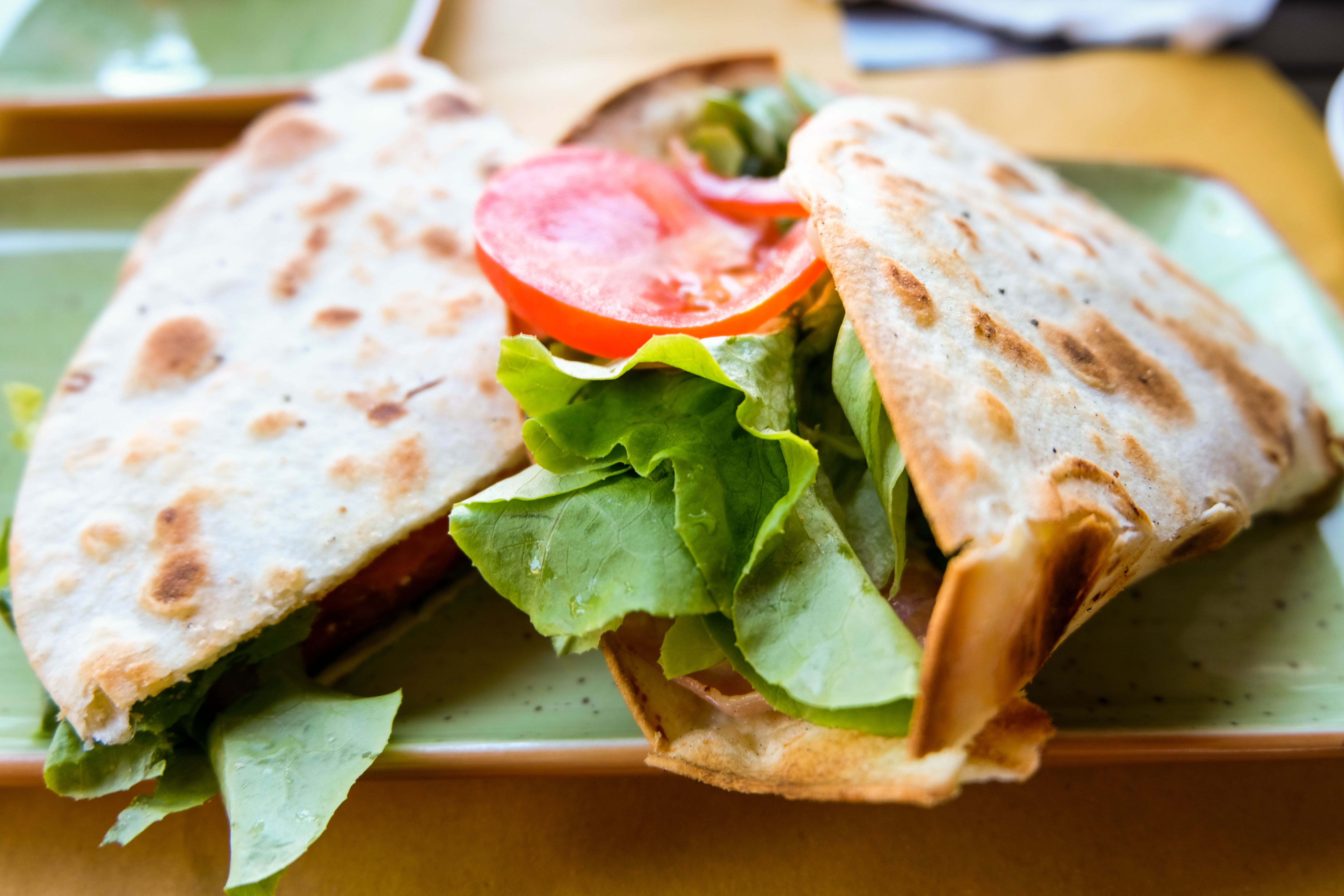
Piadina paradicsommal, salátával és vékonyka sonkával
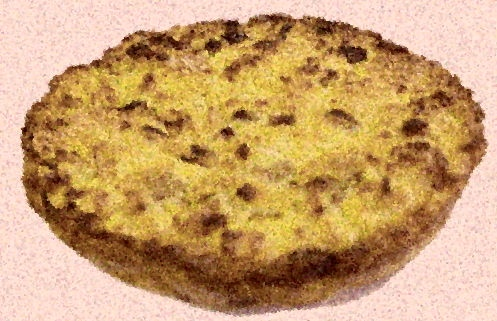
Bustrengo

## Sport

### Labdarúgás
San Marino labdarúgó-bajnokságának két csoportja van: az első osztály (Girone A) és a másodosztály (Girone B). Az országban 15 csapat van:

#### Girone A (7 csapat)
- S.P. Cailungo (Borgo Maggiore)
- S.S. Cosmos (Serravalle)
- S.P. La Fiorita (Montegiardino)
- S.S. Pennarossa (Chiesanuova)
- S.P. Tre Fiori (Fiorentino)
- S.P. Tre Penne (Serravalle)
- S.S. Virtus (Acquaviva)

#### Girone B (8 csapat)
- F.C. Domagnano (Domagnano)
- S.C. Faetano (Faetano)
- F.C. Fiorentino (Fiorentino)
- S.S. Folgore/Falciano (Serravalle)
- A.C. Juvenes/Dogana (Serravalle)
- A.C. Libertas (Borgo Maggiore)
- S.S. Murata (San Marino)
- S.S. San Giovanni (Borgo Maggiore)

#### Az eddigi bajnokok
- 1985-86: Faetano
- 1986-87: La Fiorita
- 1987-88: Tre Fiori
- 1988-89: Domagnano
- 1989-90: Fiorita
- 1990-91: Faetano
- 1991-92: Montevito
- 1992-93: Tre Fiori
- 1993-94: Tre Fiori
- 1994-95: Tre Fiori
- 1995-96: Libertas
- 1996-97: Folgore
- 1997-98: Folgore
- 1998-99: Faetano
- 1999-00: Folgore
- 2000-01: Cosmos
- 2001-02: Domagnano
- 2002-03: Domagnano
- 2003-04: Pennarossa
- 2004-05: Domagnano
- 2005-06: Murata
- 2006-07: Murata
- Lásd még: San Marinó-i labdarúgó-válogatott

### Motorsportok

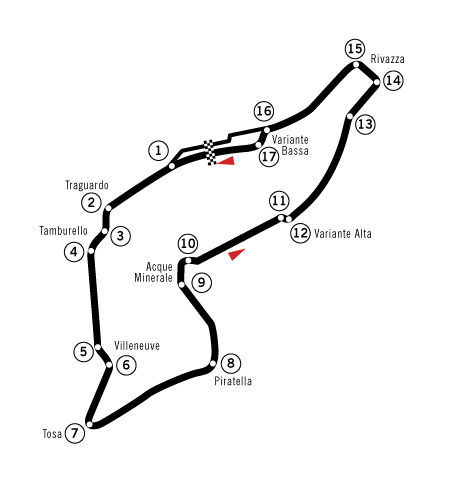
Az imolai pálya

1981 és 2006 között Imolában tartottak Formula–1 nagydíjakat, melyeket hivatalosan San Marinó-i nagydíjnak neveztek, bár a pálya (Autodromo Enzo e Dino Ferrari) Olaszország területén helyezkedik el. (San Marinótól kb. 60 km-re.) 2007-től kezdve a misanói versenypálya MotoGP futamoknak ad helyet, ezeket a futamokat is San Marino nagydíjnak nevezik.
2002 óta nagy sikerrel szervezik San Marino területén a Rallylegend raliversenyt, melyen jellemzően korábbi világbajnokok is részt vesznek. Rajongók tízezreit vonzza az őszi esemény, miután a szervezők máshol alig látható legendás raliautókat hívnak versenyezni a 60-as évektől napjainkig. Megannyi magyar résztvevő és szurkoló is elzarándokol évente a Rallylegendre.

## Média
Az ország legnagyobb állami médiuma a San Marino Rtv. A rádiótelevíziótársaságot 1991-ben alapították.

## Ünnepnapok
- január 1.: újév
- január 6.: vízkereszt
- február 5.: a köztársaság napja